# Ostbach (Emscher)

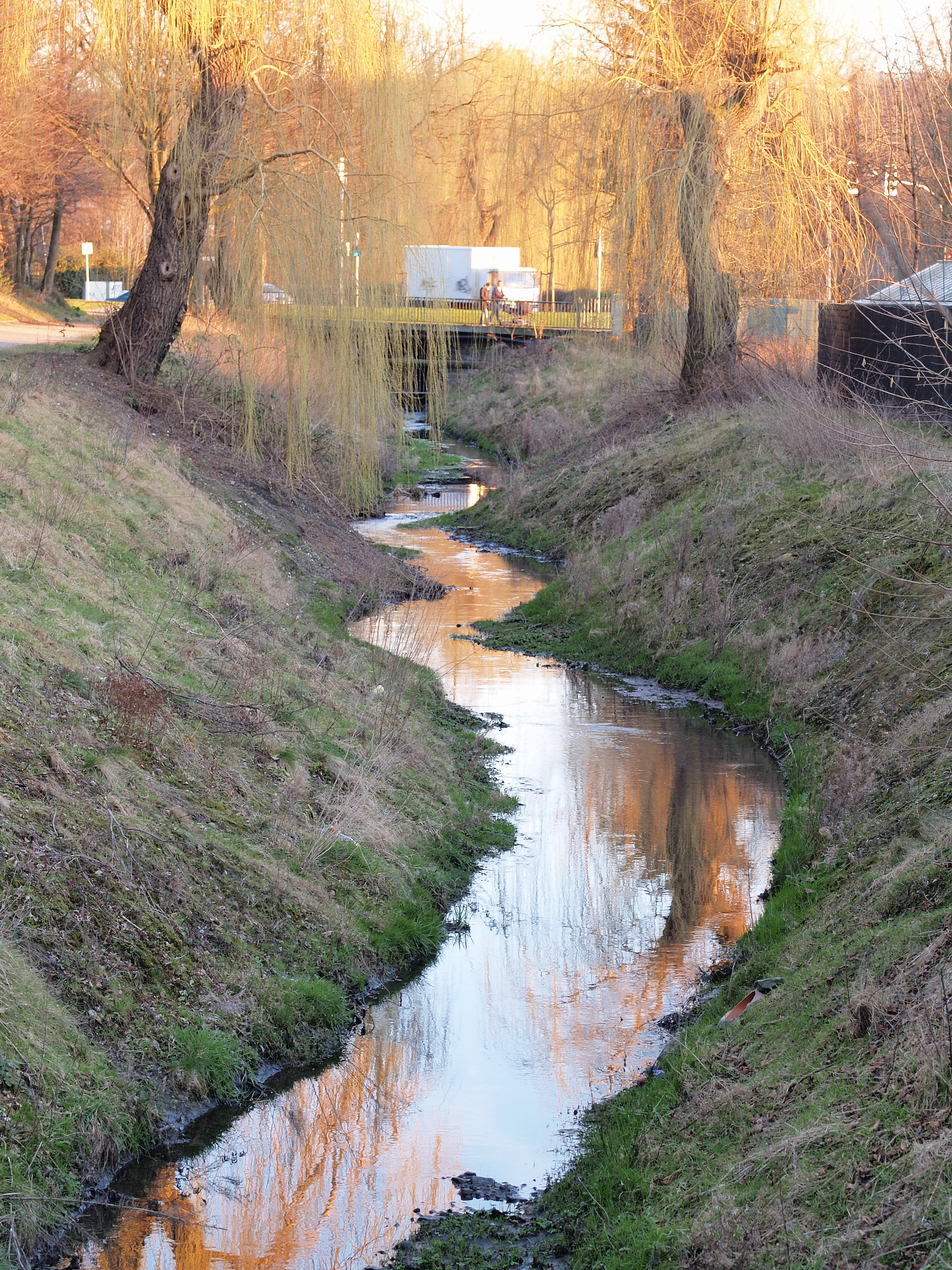
Renaturierter Bachlauf in Herne

Der Ostbach ist ein 7,1 km langes linkes Nebengewässer der Emscher in Nordrhein-Westfalen. Sein Einzugsgebiet umfasst 12,405 km² (Gebietskennzahl 2772372) in Hiltrop und im mittleren Stadtgebiet Hernes.

## Verlauf und Zuflüsse
Der Bach hat seine Quelle in der südlichen Hellwegzone und fließt nordwärts dem Emscherland zu. Er entspringt in Hiltrop, im Bochumer Volkspark und fließt dann unterhalb des Gysenbergs in nördlicher Richtung entlang, wo er für eine Weile die Stadtgrenze zwischen Bochum und Herne bildet, nachdem der Mühlenbach vom Gysenberg her eingemündet ist. Im Bereich des Revierparks Gysenberg speist der Bach auf Herner Gebiet einige ehemalige Mühlenteiche. Der Oberlauf des Bachs und der Mittellauf bis zur Straße Ostbachtal in Herne sind in den Jahren 2003 bis 2006 renaturiert worden.
Noch immer werden die Abwässer der Herner Innenstadt in den Ostbach eingeleitet, deshalb wird sein Lauf mit dem Erreichen des Stadtzentrums an der Schillerstraße unterirdisch geführt. Der Bach wird in diagonaler Linie unter dem Osten der Herner Innenstadt bis zum Bahnhof geführt, von dort bis zur Bismarckstraße folgt der Verlauf der Bahnhofstraße. Nach den Daten des GeoServers der Landesverwaltung NRW verläuft der Bach ab der A 42 bis zum Schlosspark an der Ostgrenze des Schlossparks parallel zur Bahnhofstraße und weiter im Bogen nach Nord-Westen parallel zur Forellstraße, jedoch ist damit der historische Verlauf des Bachbetts markiert. Nach den Daten der Emschergenossenschaft wird der Ostbach unter Hermann-Löns-/ und Baumstraße nach Norden, schließlich bereits südlich des Schlossparks nach Westen unter Dornstraße und Steinmetzstraße zum Westring hin geleitet, wo der Westbach unterirdisch einmündet. In einem unterirdischen Kanal wird der Bach an der Westseite des Schlossparks entlanggeführt.
Bis 1903 wurde der untere Abschnitt des Baches, ab der ursprünglichen Einmündung des Westbachs an der Kreuzung Bismarckstraße/Bahnhofstraße, als Strünkeder Bach bezeichnet. Das Wasser beider Bäche floss damals vereinigt östlich des Schloss Strünkede. Erst mit der kanalisierten Leitung des Westbachs westlich des Schlosses und der Hinüberleitung des Ostbachs dorthin, wurde auch der Unterlauf des Ostbachs mit demselben Namen benannt.
Nordwestlich des Schlossparks Strünkede in Herne-Baukau tritt der Bach wieder an die Oberfläche und fließt nun wieder in nördlicher Richtung. Er wird durch einen Düker unter dem Rhein-Herne-Kanal hindurchgeleitet und mündet bei Emscherkilometer 40,1 an der Stadtgrenze zu Recklinghausen in die Emscher.
Zwar sind die Einleitungen in den renaturierten Abschnitt des Ostbachs inzwischen weggefallen, dennoch wird das Abwasser aus dem parallel geführten Abwasserkanal vor dem unterirdischen Bachabschnitt an der Schillerstraße wieder in den Bachlauf eingeleitet.

## Geplanter neuer Unterlauf
Die Emschergenossenschaft hat für die nächsten Jahre projektiert, den Bachlauf so weit als möglich wieder offenzulegen und ihm damit seinen natürlichen Charakter zurückzugeben. Da eine offene Führung des Bachlaufs in der Herner Innenstadt sehr aufwändig wäre, ist nun vorgesehen, das Wasser des Oberlaufs über eine neu geschaffene, 1,4 Kilometer lange Verbindung zum östlich gelegenen Sodinger Bach zu leiten. Für den unterirdischen Abschnitt soll die Aufhebung des Status als Gewässer erfolgen. Die dafür notwendigen Planungsmaßnahmen wurden im November 2011 ausgeschrieben.

## Historischer Verlauf

### Historische Verlaufsbeschreibung 1757
Als einziges in Herne entspringendes Gewässer hat Johann Diederich von Steinen den Ostbach, damals Schmedebecke genannt, in seiner Westphälischen Geschichte erwähnt und eine Beschreibung des Verlaufs und der Nutzung des Bachs um die Mitte des 18. Jahrhunderts gegeben:

„Im Gisenberger Holz entspringet die Schmedebecke, treibet die Gisenberger und Wischer Mühlen, auch die Papiermühle zu Sodingen, fliesset durch Sodingen und unterscheidet die Gerichter Strünckede und Castrop, und vereiniget sich bey Strünckede mit der Emscher.“

Unabhängig von der Deutung, welche der Quellen durch von Steinen im Gisenberger Holz beschrieben wurde, Mühlenbach- oder Ostbachquelle, war auch Hiltrop, heute als Quellort des Bachs angesehen, 1757 Teil des Kirchspiels Herne.

### Unterlauf 1842
Genau verfolgen lässt sich der vom heutigen Verlauf abweichende Unterlauf des Bachs auf der Preußischen Uraufnahme von 1842. Der Ostbach floss östlich des Schlosses Strünkede. Sein Wasser trieb die Strünkeder Getreidemühle, heute das Schollbrockhaus. Nur wenig unterhalb befand sich die Strünkeder Papiermühle. Die Mündung lag nördlich des Hofes Lackmann, bei der heutigen Kleingartenanlage Holper Heide. Der Bach mündete an einer Flussschleife in die Emscher. An dieser Position befindet sich heute der Rhein-Herne-Kanal. Die Mündung lag in der heutigen Kanalmitte beim Stadthafen Recklinghausen.

## Fauna
Im Bereich der Quellen des Ostbachs ist der Alpenstrudelwurm (Crenobia alpina) zu finden. Die Tiere sind nur in Gewässern der  Gewässergüteklasse I zu finden und daher vorwiegend in kalten, klaren Quellen von Gebirgsbächen heimisch.